# Arnold Andreas Bull Ahrensen
Arnold Andreas Bull Ahrensen (født 9. oktober 1807 i København, døbt 4. februar 1824 i Helligåndskirken, død 10. september 1860 sammesteds) var en dansk læge. Han var halvbroder til professor Theodor Warncke.
Han var søn af grosserer Falck Ahronsson (1777-1816) og Marie Rée (1789-1864, gift 2. gang 1817 med overlærer ved Den mosaiske Drengeskole, professor Ludvig Holberg Warncke, 1787-1848). Dimitteret fra Borgerdydskolen i København 1824 underkastede han sig 1830 den kirurgiske, 1831 den medicinske eksamen, var derefter kandidat på Frederiks Hospital og tog 1836 både licentiat- og doktorgraden ved dygtige, også i udlandet anerkendte afhandlinger om den endermatiske Methode. Det var et litterært arbejde uden selvstændige eksperimenter med redegørelse for en metode, der går ud på at anbringe lægemidler i selve huden, efter at dennes øverste lag er fjernet ved trækplaster.
I en længere årrække (fra 1837 til 1851) var han distriktslæge i København samt læge ved Regensen og kollegierne. 1839 stiftede han sammen med C.J.H. Kayser Ugeskrift for Læger og ledede i flere år dette tidsskrift, som var kritisk indstillet over for administrationen og fakultetet, og ledede det indtil 1845. Under den første slesvigske krig virkede han som overlæge ved Garnisonshospitalet, og i 1849 fik han Ridderkorset. 1859 blev han overmedikus ved Frederiks Hospital efter C.E. Fenger og samme år titulær professor, men døde allerede året efter af en lungetuberkulose, som i mange år havde nedbrudt hans helbred og arbejdsevne. Til trods for et bestandigt svageligt helbred udfoldede han en betydningsfuld både praktisk og videnskabelig virksomhed og var æret ikke mindre for sin ædle ideelle åndsretning end for sin rige kundskabsfylde, især inden for medicinhistorien.
Ahrensen blev gift 1. oktober 1836 i Trinitatis Kirke med Nelly (Nille) Marie Busch (født 29. april 1799 i København, død 16. maj 1885 på Frederiksberg), datter af hjul- og karetmager, borgerkaptajn Oluf Busch (ca. 1767-1824) og Cathrine Sophie Basse (ca. 1763-1842).
Han er begravet på Assistens Kirkegård. Der findes et portrætmaleri af Carl Fiebig fra 1853 (og af hustruen fra 1854) og et litografi af I.W. Tegner & Kittendorff efter daguerreotypi fra 1861 (Det Kongelige Bibliotek).